# Аралбаєво
Аралба́єво (рос. Аралбаево, башк. Аралбай) — присілок у складі Зілаїрського району Башкортостану, Росія. Входить до складу Верхньогалеєвської сільської ради.
Населення — 1 особа (2010; 35 в 2002).
Національний склад:
- башкири — 100%